# Åke Pettersson-Nåw
Nils Åke Wilhelm Pettersson-Nåw, född 7 december 1925 i Kalmar, död 7 november 2004 i Umeå stadsförsamling, var en svensk grafiker, tecknare och målare.
Pettersson-Nåw var son till packmästaren Johan Folke Pettersson och Selma Ulrika Ahlstrand och från 1950 gift med Inga Elisabeth Pettersson (1921–2008). Han studerade vid Konsthögskolans grafiska skola 1952–1953 och under studieresor till Nederländerna, England, Frankrike och Spanien. Från mitten av 1960-talet var han främst verksam i Umeå och på Holmön, där familjen tillbringade somrarna på hustruns barndomsgård.
Han debuterade 1948 i en ateljéutställning i Kalmar tillsammans med Sven R.W. And. År 1950 – det år han började signera sina arbeten med "NÅW" – medverkade han i konstnärsgruppen Grupp 50:s utställning på Frimurarhotellet i Kalmar. Hen deltog ett flertal gånger i Nationalmuseums utställning Unga tecknare och var representerad vid utställningen Ung grafik på Kulturen i Lund. 
Tillsammans med Birgit Forssell ställde han 1955 ut på Lorensbergs konstsalong och tillsammans med Valter Lindberg i Oskarshamn. Separat ställde han ut på bland annat Smålands museum i Växjö och på Ekströms konstgalleri i Stockholm. Han medverkade i samlingsutställningar med Grafiska sällskapet och Riksförbundet för bildande konst. 
Tillsammans med Stig Jonzon och Bengt Ågren utgav han 1959 en grafikmapp och han utgav på egen hand två grafikmappar med motiv från Kalmar och Karlskrona. I bokform utgav han boken Bilder (1957) och Stentryck (1958) samt flera böcker med motiv från Umeå och Holmön.
Pettersson-Nåws konst består av arkitekturblad, ålderdomliga stadsmiljöer och landskap från Öland, Kalmarkusten, Stockholm och Västerbotten. Pettersson-Nåw är representerad vid Moderna museet i Stockholm, Kalmar konstmuseum, Kalmar läns museum, Smålands museum i Växjö samt Västerbottens museum i Umeå.
År 1998 tilldelades Åke Pettersson-Nåw Minervabelöningen av Umeå kommuns kulturnämnd. Makarna Pettersson är begravda på Backens kyrkogård i Umeå.

## Publikationer i urval
- Pettersson-Nåw, Åke (1965). ”Holmön två årstider”. Västerbotten (Umeå. 1920) 1965,:  sid. 1-16 : ill.. 0346-4938. ISSN 0346-4938. Libris 10238359
- Pettersson-Nåw, Åke (1969). ”Holmön i mitt hjärta”. Västerbotten (Umeå. 1920) 1969:4,:  sid. 219-222 : ill.. 0346-4938. ISSN 0346-4938. Libris 10255484
- Pettersson Nåw, Åke (1970). Västerbotten: bilder ur ritblocket. [1]. Umeå: Förf. Libris 155469
- Pettersson-Nåw, Åke (1971). Kalmar: bilder ur ritblocket. [Umeå]: [förf.]. Libris 1392376
- Pettersson-Nåw, Åke (1974). Umeå vinterstad: bilder ur ritblocket. [Umeå]: [förf.]. Libris 1392389
- Pettersson Nåw, Åke (1984). Åke Pettersson-Nåw: en presentation. Umeå: Förf. Libris 467441
- Pettersson Nåw, Åke (1985). Fiskelägen: bilder ur ritblocket. [Umeå]: [Förf.]. Libris 584944